# 成伯清
成伯清（1966年—），男，江苏南通人，中国社会学家，现任南京大学社会学院教授、院长，中国社会学会副会长。